# Aran (ort i Azerbajdzjan, Jevlach)
Aran (ryska: Араи) är en ort i Azerbajdzjan.   Den ligger i distriktet Yevlax Rayonu, i den centrala delen av landet, 250 kilometer väster om huvudstaden Baku. Aran ligger 53 meter över havet och antalet invånare är 6 724.
Terrängen runt Aran är platt, och sluttar österut. Runt Aran är det ganska glesbefolkat, med 43 invånare per kvadratkilometer.. Närmaste större samhälle är Yevlakh, 14,7 kilometer öster om Aran.
Trakten runt Aran består till största delen av jordbruksmark.